# .to
to. هو امتداد خاص بالعناوين الإلكترونية نطاق (بالإنجليزية: Domain) للمواقع التي تنتمي إلى مملكة تونكا الواقعة في قارة أوقيانوسيا.